# 莫图卡
莫图卡是巴西圣保罗州的一个市镇。总面积229.426平方公里，总人口4340人，人口密度18.9人/平方公里。